# Coptidoideae
Coptidoideae, biljna potporodica, dio porodice žabnjakovki. Postoje dva priznata roda čije su vrste raširene po Sjevernoj Americi i dijelovima Azije. 
Rod ksantorhiza je monotipičan, a pripada mu sjevernoamerički listopadni grm s istoka i juga SAD-a.

## Rodovi
1. Coptis Salisb.; koptis
2. Xanthorhiza Marshall;  ksantorhiza